# アルファブロガー
アルファブロガー（Alpha blogger）とは、インターネットにおけるブロガーのうち、そのブログが大きな影響力を持つ者や、多くの読者を持つ者などを指す。この言葉はアメリカの雑誌 『ニューズウィーク』の記事で紹介されたのが始まりとされるが、事実上は日本でしか通用しない。海外ではAリストブロガーと呼ばれる。人気ブロガーとも言う。

## 解説
「アルファブロガー」という単語を初めて紹介したものとしては2004年（平成16年）11月に掲載されたニューズウィーク誌のコラム記事、「アルファ・ブロガーズ」が知られる。
これを日本のブロガー・徳力基彦らが引用して紹介、徳力らが組織するブログ仲間のグループ 「FPN (Future Planning Network)」において同年12月、『アルファブロガーを探せ 2004』と銘打ったブログ賞を始めたことから知られるようになった。この際FPNでは、アルファブロガーを、「世論に影響を与えている」「ブロガーのリーダー格」「影響力が大きい」「多くの人のアクセスを集める」として紹介していた。
ただしこの授賞に関しては、FPN自体が知名度の低い団体であったこと、少数の投票だけで選出したり、事前にノミネート枠を設定して選考対象を限定したりしていたことなどから、選出されたブログの実際の影響力に付いては意見がわかれた。その後は、アルファブロガーという言葉を提唱してきた徳力基彦らもアルファブロガーの選考の批判を受けて、現在ではその定義を修正しており、「（読者が）5人でも影響を与えれば、アルファブロガー」としている。

## 歴史
- 2001年9月、米国においてアメリカ同時多発テロ事件起き、その生存者によるブログが注目されてブログメディアが広まる[11]。
- 2002年、米国においてメディアの取り上げなかったトレント・ロットの言説問題へと言及したアルファブロガーが台頭する[2]。
- 2004年、日本においてFPNによりアルファブロガー・アワードが開催される（前述）。
- 2005年、FPNの運営に参画する徳力基彦、渡辺聡、佐藤匡彦、上原仁の共著により書籍『アルファブロガー』が出版される (ISBN 978-4798110202)。
- 2006年8月、NTTレゾナントのWeb検索サービス「goo」が検索結果の悪化を理由にブログフィルターを導入する[12]。
- 2007年2月、元CNET Japanの坂和敏が米国のブログネットワークを参考にアルファブログ向けの広告配信サービスを行うアジャイルメディア・ネットワークを立ち上げる[13]。
- 2007年3月、情報通信政策フォーラムのシンポジウムとしてアルファブロガーらによる「参加型メディアの可能性」の公開討論が行われる[14]。
- 同月、Yahoo!検索もgooと同様に検索結果の悪化を理由にブログフィルタを導入する[15]。
- 同年4月、アルファブロガーがミニブログ（TwitterやTumblr）を使い始め[16]、自身のアルファブログにミニブログのブログパーツを埋め込むようになり[16]、これらミニブログの日本での普及に寄与する。
- 同年11月、FPNにより運営されていたアルファブロガー・アワードがアルファブロガー運営委員会（事務局：シックス・アパート[注 2]/アジャイルメディア・ネットワーク）へと引き継がれる[17]。
- 同月、アジャイルメディア・ネットワークとの連携が行われたRTCカンファレンス[注 3]において『魅力的な文章でアクセス数を集めたブログの書き手たちはいつしかその熱量を失い、牙を抜かれた獣のように「丸い」文章しか書かなくなって更新自体も止まってしまうような姿が散見されます』『いつのまにか日本のブログは「なんだかつまらない」ものに成り下がっているように見受けられます』とする『ブログ限界論』が提起される[18][19]。
- 2008年、アジャイルメディア・ネットワークがアルファブログ向けホスティング環境のブログラボを開始し、アルファブログの一つとされるネタフルがそのブログラボへと移転する[20]
- 同2008年、テレビ局のニュースキャスターがアルファブロガーのブログ記事を盗用して休職処分を受ける[2]も、盗用されたアルファブロガーにも捏造疑惑が起きる[2][21]。
- 2010年、ライブドアがアルファブロガーを育てるためにブログ奨学金を開始する[22]。また同年、ライブドアは新人ブロガー育成のために日本ブログメディア新人賞を開始する[23]。
- 2012年、最後のアルファブロガー・アワードが開催される[24]。

## アルファブロガーの評価
週刊エコノミストはアルファブロガーがライブドア事件において堀江貴文（ホリエモン）を擁護してマスメディアを批判したり、少子化の解決において出産ペースの速いヤンキーに頼るしかないなどと主張していることを挙げ、アルファブロガーを「本音に満ちている」と評価した。
一方、PR会社のブルーカレント・ジャパンはアルファブロガーなどの個人インフルエンサーの調査を行い、個人インフルエンサーは積極的に情報収集を行ってポジティブな情報を提供していると評価した。
アルファブロガー・アワード受賞者で新聞記者の阿比留瑠比はインタビューで新聞記事の枠に入らない面白い話をブログ記事にしていると述べている。

## Webマーケティングへの関与
人気ブロガーはWebマーケティングへの関与を行っており、その支援を行うサイバー・バズ（サイバーエージェント傘下）のような会社も存在し、ソニーのような大手企業もそれを利用していた。
2012年、サイバーエージェントのアメーバブログにおいて芸能人がペニーオークション詐欺事件に関与し、アメーバブログではガイドラインにおいてPR記事にPRと入れることを規定した。同年、インプレスの「Web担当者Forum」の初代編集長である安田英久は『関係性を表には出さずにこっそりと行う広告が「クールだ」とみなされていた時期があった』と述べた。
また海外でもAリストブロガーを使ったブログマーケティングが行われて論争となっており、これには例えばMicrosoftの「People-ready business.」キャンペーンの件がある。

## 関連作品
- NHK『クローズアップ現代』「“カリスマ”続々登場！　ブログ新時代」 2007年5月8日[33]